# Akademické mistrovství světa ve florbale
Akademické mistrovství světa ve florbale byl turnaj florbalových mužských a ženských reprezentačních výběrů, jejichž členové byli v době konání turnaje studenti vysoké školy nebo na vysoké škole získali diplom v předcházejícím roce. Hráči museli být zároveň ve věku od 17 do 25 let, a museli mít občanství země, kterou reprezentovali. Pořadatelem byly Mezinárodní federace univerzitního sportu a Mezinárodní florbalová federace s vybranými univerzitami.
Akademické mistrovství se konalo mezi léty 2002 – 2018. Nejúspěšnější zemí v počtu titulů mezi muži jsou Švédsko a Finsko se třemi tituly a v ženské kategorii bylo nejúspěšnější zemí Švédsko se čtyřmi vítězstvími.

## Mužská kategorie

### Přehled turnajů
|    | Rok  | Hostitel    | Zlato   | Stříbro   | Bronz     |
| -- | ---- | ----------- | ------- | --------- | --------- |
| 1. | 2002 | Švédsko     | Finsko  | Švédsko   | Švýcarsko |
| 2. | 2006 | Švýcarsko   | Švédsko | Finsko    | Švýcarsko |
| 3. | 2008 | Finsko      | Finsko  | Česko     | Švédsko   |
| 4. | 2010 | Švédsko     | Švédsko | Finsko    | Česko     |
| 5. | 2012 | Česko       | Česko   | Finsko    | Švédsko   |
| 6. | 2014 | Singapur    | Švédsko | Švýcarsko | Finsko    |
| 7. | 2016 | Portugalsko | Finsko  | Švédsko   | Švýcarsko |
| 8. | 2018 | Polsko      | Česko   | Švýcarsko | Finsko    |

### Medailové pořadí

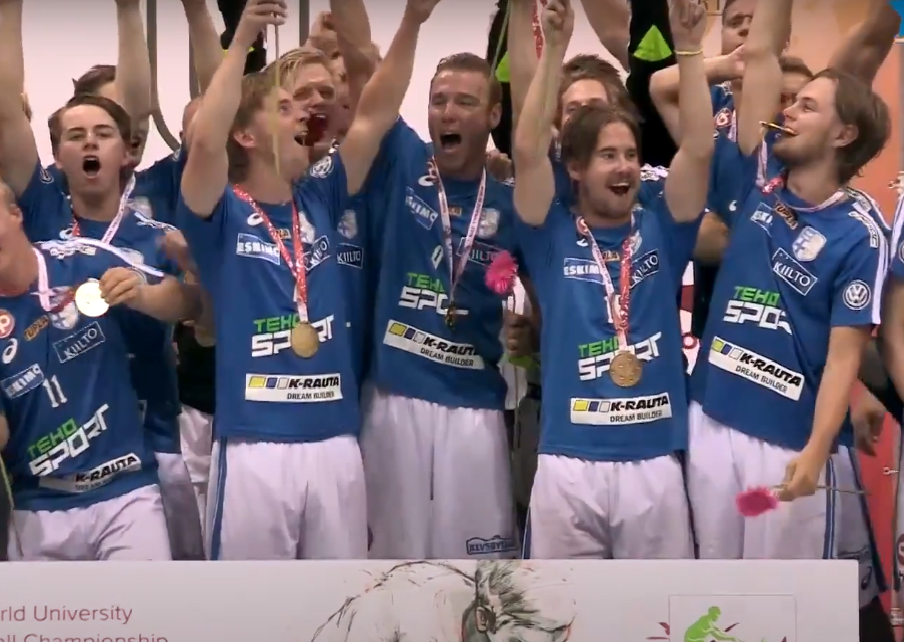
Mužský tým Finska na akademickém mistrovství v roce 2016 v Portu.

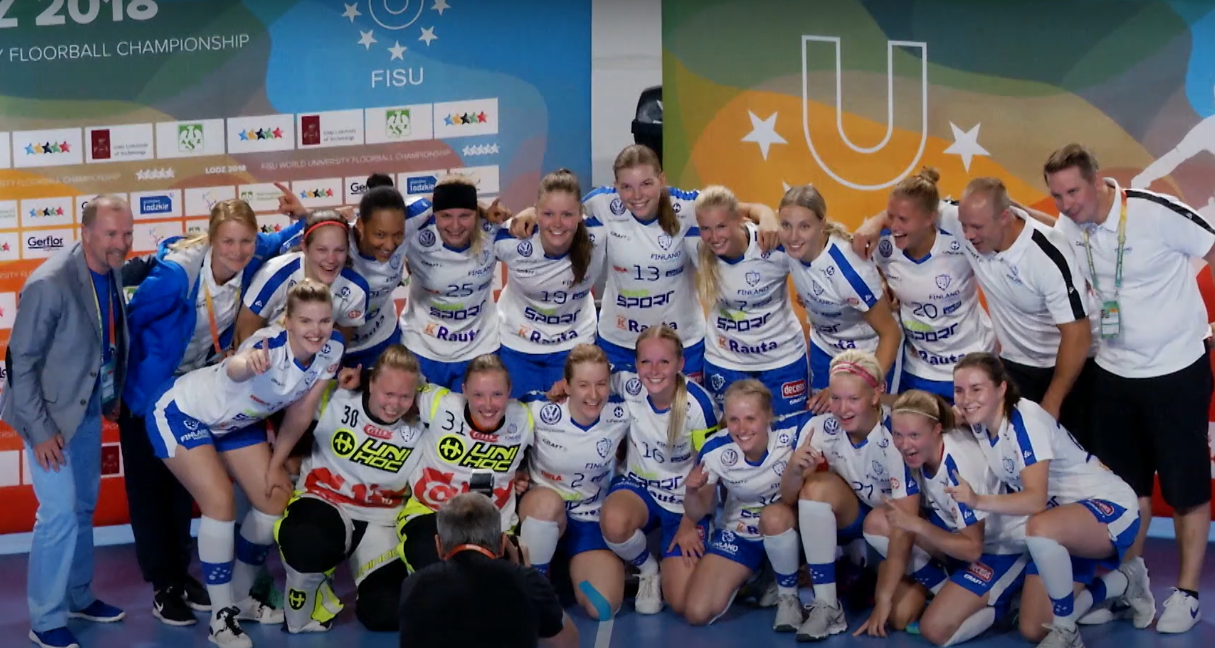
Ženský tým Finska na akademickém mistrovství v roce 2018.

| Poř. | Země      | Zlatá medaile | Stříbrná medaile | Bronzová medaile |
| ---- | --------- | ------------- | ---------------- | ---------------- |
| 1.   | Finsko    | 3             | 3                | 2                |
| 2.   | Švédsko   | 3             | 2                | 2                |
| 3.   | Česko     | 2             | 1                | 1                |
| 4.   | Švýcarsko | 0             | 2                | 3                |

## Ženská kategorie

### Přehled turnajů
|    | Rok  | Hostitel    | Zlato   | Stříbro   | Bronz     |
| -- | ---- | ----------- | ------- | --------- | --------- |
| 1. | 2008 | Finsko      | Švédsko | Švýcarsko | Finsko    |
| 2. | 2010 | Švédsko     | Švédsko | Česko     | Finsko    |
| 3. | 2012 | Česko       | Švédsko | Česko     | Finsko    |
| 4. | 2014 | Singapur    | Švédsko | Finsko    | Švýcarsko |
| 5. | 2016 | Portugalsko | Finsko  | Švédsko   | Česko     |
| 6. | 2018 | Polsko      | Finsko  | Česko     | Švédsko   |

### Medailové pořadí
| Poř. | Země      | Zlatá medaile | Stříbrná medaile | Bronzová medaile |
| ---- | --------- | ------------- | ---------------- | ---------------- |
| 1.   | Švédsko   | 4             | 1                | 1                |
| 2.   | Finsko    | 2             | 1                | 3                |
| 3.   | Česko     | 0             | 3                | 1                |
| 4.   | Švýcarsko | 0             | 1                | 1                |